# 덴마크의 군주 목록
이 문서는 덴마크의 군주 목록이다. 즉, 덴마크의 왕과 여왕이며, 대변인 역할을 일부 수행을 한다.

## 역대 덴마크 군주 목록

### 고름 왕조
1. 고름(934년? - 958년)
2. 하랄 1세 블로탄(940년? - 986년?)
3. 스벤 1세 트베스캐그(986년 - 1014년)
4. 하랄 2세(1014년 - 1018년)
5. 크누드 대왕(1018년 - 1035년)
6. 하르다크누트(1035년 - 1042년)
7. 망누스(1042년 - 1047년)

### 에스트리센 왕조
1. 스벤 2세 에스트리드센(1047년 - 1074년)
2. 하랄 3세(1074년 - 1080년)
3. 크누드 4세(1080년 - 1086년)
4. 올루프 1세(1086년 - 1095년)
5. 에리크 1세(1095년 - 1103년)
6. 닐스(1104년 - 1134년)
7. 에리크 2세(1134년 - 1137년)
8. 에리크 3세(1137년 - 1146년)
9. 스벤 3세(1146년 - 1157년)
10. 크누드 5세(1146년 - 1157년)
11. 발데마르 1세(1146년 - 1182년)
12. 크누드 6세(1182년 - 1202년)
13. 발데마르 2세 세이르(1202년 - 1241년)
14. 에리크 4세(1241년 - 1250년)
15. 아벨(1250년 - 1252년)
16. 크리스토페르 1세(1252년 - 1259년)
17. 에리크 5세(1259년 - 1286년)
18. 에리크 6세(1286년 - 1319년)
19. 크리스토페르 2세(1320년 - 1326년, 1330년 - 1332년)
20. 발데마르 3세(1326년 - 1330년)
21. 발데마르 4세 아테르다그(1340년 - 1375년)
22. 올루프 2세(1375년 - 1387년)

### 칼마르 연합
1. 마르그레테 1세(1387년 - 1397년)
2. 에리크 7세(1396년 - 1439년)
3. 크리스토페르 3세(1440년 - 1448년)

### 올덴부르크 왕조

#### 올덴부르크 왕조 본가
1. 크리스티안 1세(1448년 - 1481년)
2. 한스(1481년 - 1513년)
3. 크리스티안 2세(1513년 - 1523년)
4. 프레데리크 1세(1523년 - 1533년)
5. 크리스티안 3세(1534년 - 1559년)
6. 프레데리크 2세(1559년 - 1588년)
7. 크리스티안 4세(1588년 - 1648년)
8. 프레데리크 3세(1648년 - 1670년)
9. 크리스티안 5세(1670년 - 1699년)
10. 프레데리크 4세(1699년 - 1730년)
11. 크리스티안 6세(1730년 - 1746년)
12. 프레데리크 5세(1746년 - 1766년)
13. 크리스티안 7세(1766년 - 1808년), 프레데리크 5세의 아들
14. 프레데리크 6세(1808년 - 1839년), 크리스티안 7세의 아들, 왕비 헤센카셀의 마리아는 프레데리크 5세의 외손녀
15. 크리스티안 8세(1839년 - 1848년), 프레데리크 5세의 손자, 섭정공 프레데리크의 아들, 크리스티안 7세의 조카
16. 프레데리크 7세(1848년 - 1863년), 크리스티안 8세의 아들

#### 글뤽스부르크 왕조
1. 크리스티안 9세(1863년 - 1906년), 프레데리크 5세의 딸 루이제의 외손자, 프레데리크 6세의 왕비 헤센카셀의 마리아의 이질
2. 프레데리크 8세(1906년 - 1912년)
3. 크리스티안 10세(1912년 - 1947년)
4. 프레데리크 9세(1947년 - 1972년)
5. 마르그레테 2세(1972년 - 2024년)
6. 프레데리크 10세(2024년 - ), 본가 교체, 부계가 프랑스계 몽페자 가문으로 교체되었으나 왕조명은 글뤽스부르크로 유지

## 같이 보기
- 덴마크의 왕위 계승 순위

## 참고 문헌
- "Royal Lineage" 보관됨 2015-03-14 - 웨이백 머신 Royal Family - The Monarchy in Denmark.
- "Kongerækken" Kongehuset.